# Bitva u Rossbachu
Bitva u Rossbachu byla jednou z bitev sedmileté války (1756–1763), která se odehrála 5. listopadu 1757 u vesnice Rossbach (dnes součást německého města Braunsbedra) v tehdejším Saském kurfiřtství.
Pruský král Fridrich II. Veliký v ní prokázal svůj mimořádný vojenský talent, když porazil francouzsko - rakouská koaliční vojska. V bitvě dokonale využil momentu překvapení a rychlým manévrováním se mu podařilo porazit téměř dvojnásobnou přesilu vojsk, aniž by, na rozdíl od nepřítele, utrpěl výraznější ztráty.

## Průběh bitvy
Fridrichova armáda se 5. listopadu ráno nacházela na ústupu před početně výrazně silnějšími spojenci, kteří již delší dobu manévrovali za účelem donutit ho k bitvě. Nyní se jim naskytla příležitost a pokusili se zaútočit.
Spojenci se narychlo rozhodli pochodovat roztaženi podél pruského křídla v poměrně tenké linii. Když to Fridrich II. zpozoroval, rozhodl se jít do protiútoku. Spojenečtí generálové sice zpozorovali pohyb nepřítele, domnívali se však, že se jedné o součást ústupových manévrů a nezměnili své úmysly. Důsledkem spěšného postupu byl v jejích liniích zmatek a zcela nepřipraveni na bitvu pochodovali vstříc zkáze.
Rozhodující podíl na pruském vítězství měl úder veškerého pruského jezdectva, které na překvapené spojence vyrazilo zpočátku skryté za blízkým kopcem. Na tomto kopci také pruský král umístil své velmi silné dělostřelectvo, jež mělo také velkou zásluhu na porážce aliančních vojsk.
Spojenci se sice pokusili zformovat, ale dorazila pruská pěchota a situace již pro ně dále nebyla řešitelná. Doplatili na svůj ukvapený plán a za méně než hodinu a půl byli zcela rozdrceni.